# James Corson
James Hunt « Jim » Corson (né le 14 janvier 1906 à Modesto et mort le 12 novembre 1981 à Burlingame) est un athlète américain spécialiste du lancer du disque. Affilié à l'Olympic Club San Francisco, il mesurait 1,95 m pour 109 kg.

## Biographie

### Palmarès
| Date | Compétition           | Lieu      | Résultat | Performance |
| ---- | --------------------- | --------- | -------- | ----------- |
| 1928 | Jeux olympiques d'été | Amsterdam | 3e       | 47,10 m     |

### Records
| Épreuve          | Performance | Lieu      | Date |
| ---------------- | ----------- | --------- | ---- |
| Lancer du disque | 47,10 m     | Amsterdam | 1928 |